# 이화여자고등학교 여자 정구단
이화여자고등학교 여자 정구단(梨花女子高等學校女子庭球團)은 대한민국 서울특별시에 있었던 정구 선수단이다. 이화여자고등학교가 운영했던 U-18 여자 정구단이며, 1924년 이전에 창단되었고 1964년 이후에 해단되었다.

## 시즌별 성적

### 단체
| 시즌 | 대회                            | 종목      | 참가 | 경기 | 승 | 무 | 패 | 순위   |
| ---- | ------------------------------- | --------- | ---- | ---- | -- | -- | -- | ------ |
| 1924 | 동아일보기 전국소프트테니스대회 | 여자 단체 | 9    | 3    | 2  | 0  | 1  | 준우승 |
| 1925 | 동아일보기 전국소프트테니스대회 | 여자 단체 | 9    | 2    | 1  | 0  | 1  | 4강    |

### 개인
| 시즌 | 대회                          | 선수          | 종목      | 참가 | 경기 | 승 | 무 | 패 | 순위    |
| ---- | ----------------------------- | ------------- | --------- | ---- | ---- | -- | -- | -- | ------- |
| 1925 | 관서체육회 전조선여자정구대회 | 이보배-최사라 | 여자 복식 |      |      |    |    | 1  | 3라운드 |

## 수상 기록
| 시즌 | 대회                                       | 수상             |
| ---- | ------------------------------------------ | ---------------- |
| 1924 | 동아일보기 전국소프트테니스대회 18세이하부 | 여자 단체 준우승 |

## 참고 문헌
- “스포츠지원포털 등록 현황”. 대한체육회.
- “대한체육회 국내종합경기대회”. 대한체육회.
- 《대한체육회 50년》. 대한체육회. 1970. 2020년 11월 8일에 원본 문서에서 보존된 문서. 2022년 11월 5일에 확인함.
- 《대한체육회 70년사》. 대한체육회. 1990. 2020년 11월 8일에 원본 문서에서 보존된 문서. 2022년 11월 5일에 확인함.
- 《대한체육회 90년사》. 대한체육회. 2011. 2020년 11월 8일에 원본 문서에서 보존된 문서. 2022년 11월 5일에 확인함.
- 대한체육회 100주년 기념사업부 (2020). 《대한민국 체육 100년》. 대한체육회. 2023년 9월 21일에 원본 문서에서 보존된 문서. 2024년 8월 15일에 확인함.

## 같이 보기
- 이화여자고등학교